# Happy Endings (3.ª temporada)
A terceira e última temporada de Happy Endings, uma série de televisão norte-americana. ABC renovou oficialmente Happy Endings para uma terceira temporada em 11 de maio de 2012. A temporada estreou em 23 de outubro de 2012. Em 13 de Fevereiro de 2013, a ABC anunciou que, a partir de 29 de março de 2013, a série iria passar para as sextas-feiras às 8: 00-9: 00 pm 
com back-to-back episódios originais. O final da série foi ao ar em 3 de Maio de 2013.

## Elenco

### Elenco regular
| Ator              | Personagem              |
| ----------------- | ----------------------- |
| Elisha Cuthbert   | Alex Kerkovich          |
| Eliza Coupe       | Jane Kerkovich-Williams |
| Zachary Knighton  | Dave Rose               |
| Adam Pally        | Max Blum                |
| Damon Wayans, Jr. | Brad Williams           |
| Casey Wilson      | Penny Hartz             |

### Elenco recorrente
| Ator                | Personagem                  | Epsódios |
| ------------------- | --------------------------- | -------- |
| Nick Zano           | Pete                        | 8        |
| Stephen Guarino     | Derrick                     | 3        |
| Rob Corddry         | Lon "The Car Czar" Sarofsky | 3        |
| Mark-Paul Gosselaar | Chase                       | 2        |